# Opština Bor
Die Opština Bor (Kyrillisch: Општина Бор, Deutsch: Gemeinde Bor) ist eine Opština im Okrug Bor im Osten Serbiens. Verwaltungshauptstadt ist die gleichnamige Stadt Bor.

## Geographie

### Städte und Dörfer
In der Gemeinde Bor gibt es 14 Siedlungen, davon eine offizielle Stadt, und 13 Dörfer bzw. kleinere Städte.
| - Bor - Brestovac - Bučje - Donja Bela Reka - Gornjane - Krivelj - Luka | - Metovnica - Oštrelj - Slatina - Tanda - Topla - Zlot - Šarbanovac |

### Grenzen
Die Opština Bor grenzt im Norden an die Opština Majdanpek, im Nordosten an die Opština Negotin, und im Osten sowie Südosten an die Opština Zaječar, im Süden an die Opština Boljevac, im Westen an die Opština Despotovac und im Nordwesten an die Opština Žagubica.
| Opština Žagubica                    | Opština Majdanpek                           | Opština Negotin |
| Opština Despotovac                  | Kompassrose, die auf Nachbargemeinden zeigt | Opština Zaječar |
| Opština Despotovac Opština Boljevac | Opština Boljevac                            | Opština Zaječar |

## Einwohner
Laut Volkszählung 2011 gab es 48.615 Einwohner in der Gemeinde Bor. Davon waren:
|          | Anzahl |
| Gesamt   | 48.615 |
| Serben   | 35.435 |
| Walachen | 6.701  |
| Roma     | 2.224  |
| Andere   | 4.235  |

## Wirtschaft
In der Gemeinde nahe der Stadt Bor befindet sich eine der größten Kupferminen Europas, deren Abbau schon 1903 angefangen wurde. Jedoch sind im Laufe der Jahrzehnte Beweise aufgetaucht, dass die Mine schon in der Antike zur Kupfergewinnung benutzt wurde. Sie wurde aus Zufall entdeckt, da der tschechische Ingenieur Franjo Šistek ursprünglich Gold für den Belgrader Millionär Đorđe Vajfert suchte und auf Kupfer stieß. Von 1903 bis 1940 wurde der Abbau von Frankreich finanziert.
Seit 1990 und besonders während der Sanktionen gegen das damalige Jugoslawien ist der Umsatz der Mine im Vergleich zu den 1970er und 1980er Jahren rapide gesunken. Auch das fehlende Geld für neue Ausstattung und Maschinen ist ein Grund für die aktuellen Probleme. Trotzdem hat die Mine immer noch einen starken Einfluss auf die Stadt, denn fast die gesamte Wirtschaft der Region ist von ihr abhängig.
Die ganze Region leidet wegen der Abgase der Verbrennungsanlagen dieser Kupfermine. Die Europäische Kommission kritisiert besonders die Ablagerung schädlicher Rückstände und hat bereits vor einer ökologischen Katastrophe gewarnt.
Die Bergwerke wurden im Jahr 2007 zum Verkauf angeboten. Das österreichische Konsortium A-TEC des Unternehmers Mirko Kovats legte im Februar 2008 ein Kaufangebot für die Übernahme des Kupfer-Bergbau-Komplexes RTB (Rudarsko-topionicarski kombinat „Bor“). Für den Kupfer-Bergbau-Komplex RTB-Bor wurden 466 Millionen Dollar geboten, ein anderer Bieter, die Firma SMR des russischen Unternehmers Oleg Deripaska bot 370 Millionen. Die einst RTB-Bor genannte Mine wurde 2018 durch ein chinesisches Unternehmen übernommen. U.a. im April 2024 protestierten die Anwohner gegen die Umweltverschmutzung und die Zerstörung der Heimat.

## Wappen und Flagge

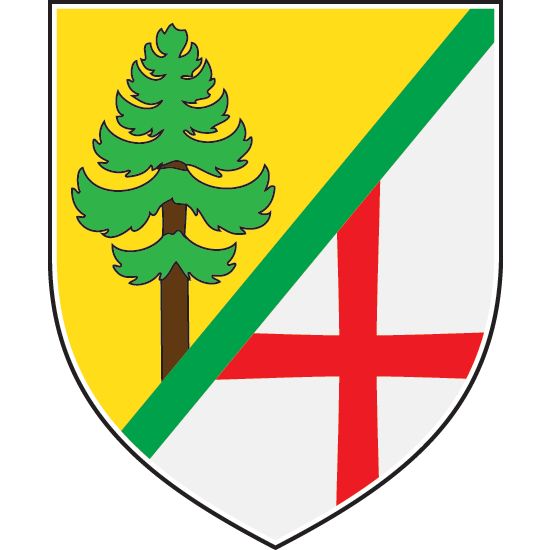
Kleines Wappen
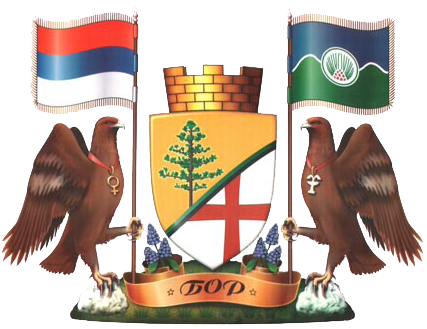
Großes Wappen
Flagge

## Belege
1. ↑  ORF-Newspool (Seite nicht mehr abrufbar, festgestellt im Mai 2019. Suche in Webarchiven)  Info: Der Link wurde automatisch als defekt markiert. Bitte prüfe den Link gemäß Anleitung und entferne dann diesen Hinweis. vom 8. Februar 2008.
2. ↑  Neuer Minenbetreiber